# Philippe Coupey

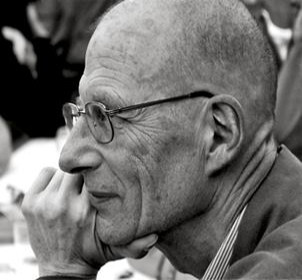
Philippe Coupey

Philippe Rei Ryu Coupey (geboren 1937 in New York City) ist ein US-amerikanischer  Autor, Zen-Meister und -Mönch in der Sōtō-Traditionslinie von Taisen Deshimaru und Kodo Sawaki.

## Leben
Philippe Coupey ist ein Zen-Meister und -Mönch in der Sōtō-Tradition in Europa, einer Lehre, welche direkt von Meister an Schüler weitergegeben wird und dessen Praxis das Shikantaza ist: einfaches Sitzen ohne Ziel, ohne Gewinnstreben.
Er wurde in New York geboren und wuchs in verschiedenen Privatschulen in Europa auf. Anschließend begann er in den Vereinigten Staaten ein Literaturstudium an der St. Lawrence University und nahm eine Reihe von verschiedenen Jobs an, u. a. Uraniumsuche in New Mexico und Sozialarbeiter in den New Yorker Bronx.
1972 begegnet Philippe Coupey Meister Taisen Deshimaru in Paris und wird einer seiner engen Schüler. An dessen Abschriften und Lehren arbeitend folgt er Meister Deshimaru bis zu dessen Tod im Jahr 1982. Seitdem fährt er fort, innerhalb der Association Zen International (AZI) die Praxis des Zen zu lehren. Seit 1994 leitet er jedes Jahr eine der Sommerlager (Ango) Seshins im Gendronnière-Tempel.
Rei Ryu Coupey ist heute Lehrer und spirituelle Bezugsperson für über dreißig Dōjōs und Zen-Gruppen in Frankreich, Deutschland, England und der Schweiz.
Seit jeher praktiziert und lehrt er Zazen im Dojo Zen de Paris sowie in der Zen-Gruppe Seine Zen in Paris als auch auf zahlreichen von seinen Schülern der Sangha ohne Bleibe organisierten Sesshin (Perioden intensiver Zazen-Praxis) in Frankreich und Deutschland. Diese finden in angemieteten, einfachen Räumlichkeiten auf dem Land statt, da die Sangha keinen eigenen Tempel besitzt und dies auch nicht für nützlich hält.
Coupey ist ebenfalls einer der Mitgründer von Zen Einfaches Sitzen (Shikantaza), einem Zusammenschluss alter Zen-Schüler in der Deshimaru Linie, die ein tiefreligiöses Zen praktizieren und dabei auf klerikale Hierarchien, Rituale und Zeremonien verzichten.
Am 31. August 2008 erhielt er die Dharma-Übertragung von Meister Kojun Kishigami im Pariser Zen Dojo.

„Das Zen ist sehr einfach. Es ist so einfach, dass die wenigsten es über eine lange Zeit praktizieren können.“

## Bibliografie

### In Deutsch
- Tun und Lassen - Zen und das Entdecken des Wirklichen (Kommentar zum Fukanzazengi von Meister Dōgen) – Kristkeitz-Verlag, Heidelberg, 2020, ISBN 978-3-948378-07-3
- San Do kai. (Kommentar zum Sandokai von Meister Sekito) Shin Edition, Bremen 2005, ISBN 3-933995-16-7.

### In Englisch
- In the Belly of the Dragon, vol. 1: the Shinjinmei by Master Sosan, American Zen Association, New Orleans 2005, ISBN 0-9728049-1-9.
- Zen, Simply Sitting: the Fukanzazengi by Master Dogen. Hohm Press, Arizona 2007, ISBN 978-1-890772-61-1.
- The Song of the wind in the dry tree Kommentare zum San Sho Doei von Meister Dōgen und zum Komyozozanmei von Meister Ejo Hohm Press; Arizona 2014, ISBN 978-1-935387-82-4.
- In the Belly of the Dragon (Vol. 1 et 2), A Zen Monk s Commentary on the Shinjinmei by Master Sosan, Hohm Press, Arizona, 2020, ISBN 978-1-942493-53-2

### In Französisch
- Fragments Zen - Mémoires de chair, Éditions l’Originel-Antoni, Paris, 2021, 96 pages, ISBN 979-10-91413-88-6
- Les 10 taureaux du zen, Sauvagerie Productions, 2020
- Paroles Zen d'aujourd hui Editions de Relié, Paris 2014
- Le chant du vent dans l’arbre sec, 12 poèmes du Sansho Doei du Maître Dogen et le Komyozo Zanmai de son disciple et successeur Koun Ejo. Editions l’Originel, Paris 2011, ISBN 978-2-910677-94-7.
- Zen simple assise, le Fukanzazengi du Maître Dogen, Adverbum. Editions Désiris, 2009, ISBN 978-2-915418-39-2.
- Mon corps de lune, quarante-six poèmes de l’Eiheikoroku du maître Dogen, Adeverbum. Editions Désiris, Paris 2007, ISBN 978-2-915418-18-7.
- Dans le ventre du Dragon Vol.1, le Shinjinmei du Maître Sosan. Editions Deux versants, Paris 2002, ISBN 2-9515395-5-X.

### Bücher von Taisen Deshimaru – überarbeitet von Philippe Coupey
- Die Stimme des Tales. Werner Kristkeitz Verlag, Weidenthal 1982, ISBN 3-921508-18-5.
- Sit Zen der Drache. Lehren von Meister Deshimaru. Angkor Verlag, Frankfurt 2001, ISBN 3-936018-13-8.
- Zen & Budo – Angkor Verlag 2020, ISBN 978-3-943839-88-3

### Romane unter dem Pseudonym M.C. Dalley
- Horse Medicine – American Zen Association, New Orleans, 2002, ISBN 0-9728049-0-0.
- Temple Rapidly Vanishing – Deux Versants Editeur, Romeyer (France), 2011, ISBN 979-10-91088-00-8.

Beide Titel sind auch auf Französisch erschienen, bei Deux Versants Editeur, Romeyer (Frankreich).